# حصن بالسيود (حورة)
'

تعديل مصدري - تعديل

حصن بالسيود هي إحدى قرى عزلة حوره بمديرية حورة التابعة لمحافظة حضرموت، بلغ تعداد سكانها 16 نسمة حسب تعداد اليمن لعام 2004.